# Diafon
Diafon – urządzenie okrętowe lub nabrzeżne do nadawania sygnałów dźwiękowych podczas mgły.
Dźwięk wytwarzany jest przy przechodzeniu sprężonego powietrza (lub pary pod ciśnieniem) przez szczeliny nadajnika.